# 1,5-anhidro-D-fruktoza reduktaza
1,5-anhidro--fruktoza reduktaza (EC 1.1.1.263, 1,5-anhidro--fruktozna reduktaza) je enzim sa sistematskim imenom 1,5-anhidro--glucitol:NADP+ oksidoreduktaza. Ovaj enzim katalizuje sledeću hemijsku reakciju
1,5-anhidro--glucitol + NADP+ {\displaystyle \rightleftharpoons } 1,5-anhidro--fruktoza + NADPH + H+
1,5-Anhidro-D-fruktozna reduktaza takođe redukuje piridin-3-aldehid i 2,3-butandion. Acetaldehid, 2-dehidroglukoza (glukozon) and glukuronat su slabi supstrati. Ovaj enzim ne koristi glukozu, manozu i fruktozu.

## Literatura
- Nicholas C. Price; Lewis Stevens (1999). Fundamentals of Enzymology: The Cell and Molecular Biology of Catalytic Proteins (Third изд.). USA: Oxford University Press. ISBN 019850229X.
- Eric J. Toone (2006). Advances in Enzymology and Related Areas of Molecular Biology, Protein Evolution (Volume 75 изд.). Wiley-Interscience. ISBN 0471205036.
- Branden C; Tooze J. Introduction to Protein Structure. New York, NY: Garland Publishing. ISBN 0-8153-2305-0.
- Irwin H. Segel. Enzyme Kinetics: Behavior and Analysis of Rapid Equilibrium and Steady-State Enzyme Systems (Book 44 изд.). Wiley Classics Library. ISBN 0471303097.

## Spoljašnje veze
- 1,5-anhydro-D-fructose+reductase на 